# Siphoniferoides
Siphoniferoides es un género de foraminífero bentónico de la subfamilia Siphoniferoidinae, de la familia Pseudogaudryinidae, de la superfamilia Textularioidea, del suborden Textulariina y del orden Textulariida. Su especie tipo es Textularia siphonifera. Su rango cronoestratigráfico abarca el Holoceno.

## Clasificación
Siphoniferoides incluye a las siguientes especies:
- Siphoniferoides siphoniferus

Otra especie considerada en Siphoniferoides es:
- Siphoniferoides transversarius, aceptado como Plotnikovina transversaria